# 石生针茅
石生针茅（学名：Stipa klemenzii）是一种禾本科植物。这种植物分布于中国的内蒙古、甘肃东北部等省区；蒙古和俄罗斯也有分布。